# Apistogramma
 (octobre 2009).
Genre
Apistogramma est un genre de poissons de la famille des Cichlidae.

## Historique
L'histoire du genre Apistogramma débute au XIXe siècle, quand, en 1852, le naturaliste anglais Henry Walter Bates découvre le premier spécimen de Cichlidae nains (Apistogramma taeniata) dans le rio Cupai, considéré actuellement comme l'espèce type du genre.

## Caractéristiques
Le genre Apistogramma comprend environ 90 espèces (dont 63 décrites scientifiquement) appartenant à la famille des Cichlidae. Ces espèces se situent principalement dans le bassin de l'Amazone ainsi qu'au Venezuela.
Selon Kullander, qui a révisé le genre en 1980, les espèces du genre Apistogramma peuvent être distinguées grâce aux caractères morphologiques suivants : 
- 14 à 18 rayons durs à la nageoire dorsale ;
- 3, rarement 4 ou 6 rayons durs à la nageoire anale ;
- des branchiospines sur le bord des os pharyngiens inférieurs ;
- une papille comprimée sur la partie supérieure du 1er arc branchial.

En pratique, les espèces du genre Apistogramma sont donc des cichlidés de petite taille (ils dépassent rarement 8 cm, c'est pour ça qu'ils sont qualifiés de "nains") au comportement très intéressant.

## Biotope
Le genre Apistogramma n'est présent qu'en Amérique du Sud tropicale et subtropicale : bassin du Rio Amazonas, bassin du Rio Paraguay, bassin de l'Orénoque, etc. La plupart des espèces sont originaires de la forêt tropicale humide, qui (rappelons le) est actuellement en régression.
Le biotope de prédilection des Apistogramma se trouve près des berges, là où la profondeur de l'eau n'excède pas 10 cm. Il y existe une multitude de caches formées par un enchevêtrement de racines, branches mortes, feuilles, ... Il n'est cependant pas rare de trouver des bancs de plusieurs centaines d'individus nageant en pleine eau, à découvert au-dessus des bancs de sable.
On rencontre la presque totalité des espèces dans des eaux acides et douces à la température annuelle moyenne de 26 °C.
Les Apistogramma sont des microprédateurs. Leurs proies principales, dans la nature, sont des larves d'insectes, des alevins d'autres poissons ou de petits invertébrés.
Leurs prédateurs dans le milieu naturel sont principalement les poissons du genre Hoplias, et les Cichlidae du genre Crenicichla. On peut également compter sur les Piranhas ainsi que sur les prédations nocturnes des poissons chats et autres poissons couteaux.

## Liste des espèces
| - Apistogramma acrensis Staeck, 2003 - Apistogramma agassizii (Steindachner, 1875) - Apistogramma aguarico Römer & Hahn, 2013 - Apistogramma alacrina Kullander, 2004 - Apistogramma allpahuayo Römer et al., 2012 - Apistogramma angayuara Kullander & Ferreira, 2005 - Apistogramma arua Römer & Warzel, 1998 - Apistogramma atahualpa Römer, 1997 - Apistogramma baenschi Römer et al., 2004 - Apistogramma barlowi Römer & Hahn, 2008 - Apistogramma bitaeniata Pellegrin, 1936 - Apistogramma borellii Regan, 1906 - Apistogramma brevis Kullander, 1980 - Apistogramma cacatuoides Hoedeman, 1951 - Apistogramma caetei Kullander, 1980 - Apistogramma caudomaculata Mesa & Lasso, 2011 - Apistogramma cinilabra Römer et al., 2011 - Apistogramma commbrae Regan, 1906 - Apistogramma cruzi Kullander, 1986 - Apistogramma diplotaenia Kullander, 1987 - Apistogramma elizabethae Kullander, 1980 - Apistogramma eremnopyge (en) Ready & Kullander, 2004 - Apistogramma eunotus Kullander, 1981 - Apistogramma flabellicauda Mesa & Lasso, 2011 - Apistogramma geisleri Meinken, 1971 - Apistogramma gephyra Kullander, 1980 - Apistogramma gibbiceps Meinken, 1969 - Apistogramma gossei Kullander, 1982 | - Apistogramma guttata Antonio C et al., 1989 - Apistogramma helkeri Schindler & Staeck, 2013 - Apistogramma hippolytae Kullander, 1982 - Apistogramma hoignei Meinken, 1965 - Apistogramma hongsloi Kullander, 1979 - Apistogramma huascar Römer, Pretor & Hahn, 2006 - Apistogramma inconspicua Kullander, 1983 - Apistogramma iniridae Kullander, 1979 - Apistogramma inornata Staeck, 2003 - Apistogramma intermedia Mesa & Lasso, 2011 - Apistogramma juruensis Kullander, 1986 - Apistogramma lineata Mesa & Lasso, 2012 - Apistogramma linkei Koslowski, 1985 - Apistogramma luelingi Kullander, 1976 - Apistogramma maciliense Hasemen, 1911 - Apistogramma macmasteri Kullander, 1979 - Apistogramma martini Römer et al., 2003 - Apistogramma megaptera Mesa & Lasso, 2011 - Apistogramma meinkeni Kullander, 1980 - Apistogramma mendezi Römer, 1994 - Apistogramma minima Mesa & Lasso, 2011 - Apistogramma moae Kullander, 1980 - Apistogramma nijsseni Kullander, 1979 - Apistogramma norberti Staeck, 1991 - Apistogramma nororientalis Mesa & Lasso, 2011 - Apistogramma ortmanni Eigenmann, 1912 - Apistogramma panduro Römer, 1997 - Apistogramma pantalone Römer, Römer, Soares & Hahn, 2006 | - Apistogramma paucisquamis Kullander, 1988 - Apistogramma paulmuelleri Römer et al, 2013 - Apistogramma payaminonis Kullander, 1986 - Apistogramma pedunculata Mesa & Lasso, 2011 - Apistogramma personata Kullander, 1980 - Apistogramma pertensis Haseman, 1911 - Apistogramma piaroa Mesa & Lasso, 2011 - Apistogramma piauiensis Kullander, 1980 - Apistogramma playayacu Römer, Hahn & Beninde, 2011 - Apistogramma pulchra Kullander, 1980 - Apistogramma regani Kullander, 1980 - Apistogramma resticulosa Kullander, 1980 - Apistogramma rositae Römer, Römer & Hahn, 2006 - Apistogramma rubrolineata Hein, Zarske & Zapata, 2002 - Apistogramma rupununi Fowler, 1914 - Apistogramma salpinction Kullander & Ferreira, 2005 - Apistogramma similis Staeck, 2003 - Apistogramma staecki Koslowski, 1985 - Apistogramma steindachneri Regan, 1908 - Apistogramma taeniata Gunther, 1862 - Apistogramma trifasciata Eigenmann & Kennedy, 1903 - Apistogramma tucurui Staeck, 2003 - Apistogramma uaupesi Kullander, 1980 - Apistogramma urteagai Kullander, 1986 - Apistogramma velifera Staeck, 2003 - Apistogramma viejita Kullander, 1979 - Apistogramma wapisana Römer, Hahn & Conrad, 2006 |

Il s'ajoute également à ces espèces décrites scientifiquement une trentaine d'espèces encore non décrites et des synonymes dont voici une liste non exhaustive
| - Apistogramma aequipinnis AHL, 1938 = Apistogramma borellii - Apistogramma ambloplitoides FOWLER, 1940 = Acaronia nassa - Apistogramma amoena (COPE, 1872) = Crenicichla spec. ? - Apistogramma corumbae EIGENMANN, MC ATEE & WARD, 1907 = Apistogramma combrae - Apistogramma klausewitzi MEINKEN, 1962 = Apistogramma bitaeniata - Apistogramma kleei MEINKEN, 1964 = Apistogramma bitaeniata - Apistogramma ornatipinnis AHL, 1936 = Apistogramma steindachneri - Apistogramma ramirezi (MYERS & HARRY, 1948) = Mikrogeophagus ramirezi | - Apistogramma reitzigi MITSCH, 1938 = Apistogramma borellii - Apistogramma ritense (HASEMAN, 1911) = Apistogramma borellii - Apistogramma rondoni (MIRANDA RIBEIRO, 1918) = Apistogramma borellii - Apistogramma roraimae KULLANDER, 1980 = Apistogramma gibbiceps - Apistogramma sweglesi MEINKEN, 1961 = ??? - Apistogramma trifasciatum haraldschultzi MEINKEN, 1960 = Apistogramma maciliensis - Apistogramma weisei AHL, 1936 = Taeniacara candidi - Apistogramma wickleri MEINKEN, 1960 = Apistogramma steindachneri |